# Крница (Марчана)
Крница је насељено место у саставу општине Марчана у Истарској жупанији, Хрватска. До територијалне реорганизације у Хрватској налазила се у саставу старе општине Пула.

## Становништво
На попису становништва 2011. године, Крница је имала 286 становника.

## Попис1991.
На попису становништва 1991. године, насељено место Крница је имало 296 становника, следећег националног састава:
| Попис 1991.‍  | Попис 1991.‍  | Попис 1991.‍ | Попис 1991.‍ | Попис 1991.‍ |
| ------------ | ------------ | ----------- | ----------- | ----------- |
|              |              |             |             |             |
| Хрвати       | Хрвати       |             | 211         | 71,28%      |
| Италијани    | Италијани    |             | 9           | 3,04%       |
| Југословени  | Југословени  |             | 7           | 2,36%       |
| Срби         | Срби         |             | 5           | 1,68%       |
| Албанци      | Албанци      |             | 2           | 0,67%       |
| Мађари       | Мађари       |             | 2           | 0,67%       |
| Словенци     | Словенци     |             | 1           | 0,33%       |
| Чеси         | Чеси         |             | 1           | 0,33%       |
| неопредељени | неопредељени |             | 9           | 3,04%       |
| регион. опр. | регион. опр. |             | 46          | 15,54%      |
| непознато    | непознато    |             | 3           | 1,01%       |
| укупно: 296  |              |             |             |             |